# Seeschlacht bei Camperduin
1792

Porrentruy – Marquain – Quiévrain – Verdun – Thionville – Valmy – Lille – Mainz (1792) – Jemappes
1793

Aldenhoven I – Namur – Neerwinden – Mainz (1793) – Famars – Valenciennes (1793) – Arlon (1793) – Hondschoote – Meribel – Avesnes-le-Sec – Pirmasens – Toulon – Fontenay-le-Comte – Cholet – Lucon – Trouillas – Dünkirchen – Le Quesnoy – Menin I – Wattignies – Weißenburg I – Biesingen – Kaiserslautern I – Weißenburg II
1794

Boulou – Landrecis – Menin II – Mouscron – Martinique – Guadeloupe – Tourcoing – Tournai – Kaiserslautern II – San-Lorenzo de la Muga – 13. Prairial – Fleurus – Kaiserslautern III – Vosges – Aldenhoven II
1795

Cornwallis’ Rückzug – Genua – Groix – Hyeres – Handschuhsheim – Mainz (1795) – Mannheim – Loano
1796

Montenotte – Millesimo – Dego – Mondovì – Lodi – Borghetto – Castiglione – Mantua – Siegburg – Altenkirchen – Wetzlar – Kircheib – Kehl – Kalteiche – Friedberg  – Malsch – Neresheim – Sulzbach – Deining – Amberg – Würzburg – Neufundland – Rovereto – Bassano – Limburg – Biberach I – Emmendingen – Schliengen – Caldiero – Arcole – Irland
1797

Fall von Kehl – Rivoli (1797) – St. Vincent – Diersheim – Santa Cruz – Neuwied – Camperduin
In der Seeschlacht bei Camperduin während des Ersten Koalitionskrieges traf am 11. Oktober 1797 in der Nordsee vor der niederländischen Küste bei Alkmaar eine britische Flotte unter dem Kommando von Admiral Adam Duncan auf Schiffe der Batavischen Republik unter dem Kommando von Admiral Jan de Winter. Seit 1795 waren die Niederlande ein Verbündeter der Franzosen. Infolgedessen wurde die niederländische Flotte als Bedrohung für die Briten angesehen und daher in ihrem Ankerplatz vor Texel blockiert. Anfang Oktober kehrten die Briten zur Überholung ihrer Schiffe in die Heimat zurück. Diese Gelegenheit wurde von den Niederländern für den Versuch genutzt, sich mit der französischen Flotte in Brest zu vereinigen. Doch am 11. Oktober wurden die Niederländer abgefangen und in der folgenden Schlacht besiegt.

## Hintergrund
Im Januar 1795 eroberten die Französischen Revolutionstruppen die benachbarte Niederländische Republik. Unter dem Namen Batavische Republik, schloss sie sich Frankreich im Ersten Koalitionskrieg gegen die Alliierten an. Dadurch gelangte die niederländische Flotte in die Hände der Franzosen, die eine wesentliche Verstärkung der französischen Atlantikflotte in Brest darstellte. Mit ihrer Hilfe sollten die Niederländer unter Vizeadmiral Jan Willem de Winter die Anlandung von französischen Truppen in Irland decken. Um dem zuvorzukommen, wurde Admiral Adam Duncan angewiesen, die niederländischen Schiffe an ihrem Hauptankerplatz vor Texel zu blockieren.

### Meuterei
Die Royal Navy hatte mit den Siegen bei Ouessant, Genua und Île de Groix den Franzosen erheblichen Schaden zugefügt. Doch mit der Beteiligung an einem sich immer weiter ausdehnenden Konflikt wuchsen sowohl die finanzielle Belastung als auch der Mangel an verfügbarer Ausrüstung und Männern. Seit 1652 waren die Löhne für die Seeleute nicht mehr gestiegen. Hinzu kamen die mangelnde medizinische Versorgung und die geringe Qualität des Proviants. Bereits seit Anfang des Krieges hatten Spannungen in der Flotte allmählich zugenommen und im Februar 1797 erhielt Richard Howe einen anonymen Brief mit einer Petition, in der die Seeleute ihn um Unterstützung bei der Verbesserung ihrer Bedingungen baten. Obwohl Howe die Forderungen an George Spencer, den ersten Lord der Admiralität, weiterreichte, wurden diese ignoriert. Als Folge daraus begannen Matrosen in Spithead am 16. April den Gehorsam zu verweigern, als sie den Befehl erhielten, den Anker zu lichten. Nach fast zwei Wochen genehmigte das Parlament die Forderungen und mit einer allgemeinen Begnadigung durch George III. am 23. April war die Meuterei offiziell beendet.
Am 7. Mai kam es erneut zur Meuterei. Unter der Führung eines Matrosen namens Richard Parker organisierten sich die Meuterer schnell und wurden zu einer erheblichen Bedrohung für den Schiffsverkehr in der Themsemündung. Als Gerüchte aufkamen, dass Admiral Duncans Flotte in Yarmouth den Befehl erhalten habe, die Meuterer anzugreifen, schlossen sich am 7. Mai alle Matrosen, mit Ausnahme die der Venerable und der Adamant, den Meuterern an. Duncan schrieb später: „Von meiner eigenen Flotte im Angesicht des Feindes im Stich gelassen zu werden, ist eine Schande, die, wie ich glaube, noch nie zuvor einem britischen Admiral widerfahren ist, noch hätte ich es für möglich gehalten.“ Während Duncan mit nur drei Schiffen der Venerable der Adamant und der Circe versuchte die Blockade aufrechtzuerhalten, brach unter den Meuterern Streit aus. Abgeschnitten von der Versorgung mit Lebensmitteln sah sich Parker gezwungen, am 14. Juni zu kapitulieren.

## Auftakt
Um de Winter zu täuschen, ließ Duncan die Venerable und die Adamant vor Texel in Sichtweite von de Winters Flotte ankern. Die Circe stand als Empfangsstation weit draußen und sendete und empfing Signale, als ob sie Nachrichten zwischen Duncan und der Hauptflotte jenseits der Circe weiterleiten würde. Duncan gelang es, diesen Bluff lange genug aufrechtzuerhalten, bis er am 10. Juni Verstärkung durch die Russel und die Sans Pareil und kurze Zeit später durch sechs weitere Linienschiffe erhielt. Während Duncan im Sommer die Blockade vor Texel aufrechterhielt, kam de Winter zu der Überzeugung, dass der Plan, Irland zu erobern, angesichts der Blockade der französischen Flotte in Brest durch Admiral Hood aussichtslos war.
Die französische Regierung in Paris war jedoch weiterhin entschlossen, an ihrem Vorhaben festzuhalten. Als Folge erhielt de Winter den Befehl, bei der ersten sich bietenden Gelegenheit nach Brest zu segeln und sich mit der dortigen Flotte zu vereinigen. Diese Gelegenheit bot sich, nachdem Duncan Ende September zur Überholung seiner Flotte nach Yarmouth beordert wurde. Zur Überwachung ließ er nur ein kleines Geschwader, bestehend aus der Russel, der Adamant, der Beaulieu sowie den Fregatten Circe und Martin, unter dem Kommando von Henry Trollop zurück.
Während de Winter am 7. Oktober seine Flotte zum Auslaufen bereit machte, wurde er von den Briten beobachtet, die die Nachricht sofort an Duncan weiterleiteten und ihn zwei Tage später erreichte. Gegen 12:00 Uhr liefen die Britischen Schiffe aus und am Nachmittag des 10. Oktober befand er sich vor Texel. Am 11. Oktober um 7 Uhr morgens sichteten die Briten die Holländer im Südwesten, die sich auf die Mündung der Maas zubewegten, wo de Winter ein weiteres Schiff erwartet hatte. Als er dieses nicht fand, nahm er Kurs nach Westen. Bei Tagesanbruch befanden sich die Niederländer etwa 18 Meilen vor Scheveningen. Als de Winter bald darauf die Signale der britischen Schiffe bemerkte und erkannte, dass sie sich in der Nähe befanden, befahl er seiner Flotte, hoch am Wind mit Steuerbordhalsen zu segeln. Sobald er die Briten im Nordwesten sah, wendete er auf Backbordhalsen, bildete eine Schlachtreihe von Südwest nach Nordost und erwartete den Angriff.

## Die Schlacht
Die Flotte der Briten war in zwei eigenständig agierende Gruppen eingeteilt: Die Luv Division unter Admiral Duncan, die die Vorhut der Niederländer angreifen sollte, und die Lee Division unter Richard Onslow, die sich auf die Nachhut konzentrierte. Der Wind blies aus nordwestlicher Richtung landeinwärts. Die Niederländer bildeten eine nordwärts gerichtete Schlachtlinie und näherten sich langsam immer weiter der Küste von Texel. Duncan plante, den Niederländern den Rückzug abzuschneiden, indem er zwischen ihre Linie und die Küste segelte. Zunächst versuchte er, seine Flotte in eine Schlachtordnung zu bringen, erkannte aber gegen 11:30 Uhr, dass de Winter versuchen könnte, ihn in das seichte Wasser vor der Küste zu locken, wo die Gefahr eines Schiffbruchs sehr groß war. Daraufhin gab Duncan um 11:36 Uhr Befehl an seine Vorhut die Nachhut der Niederländer anzugreifen, während er selbst das Zentrum angreifen wollte. Zehn Minuten später hatte Duncan erneut seine Meinung geändert und gab Signal die feindliche Schlachtlinie zu durchbrechen und sie von Lee anzugreifen – darauf vertrauend, dass seine Kapitäne die Lage meistern würden.

“I made the signal to bear up, break the enemy’s line, and engage them to leeward, each ship her opponent, by which I got between them and the land, whither they were fast approaching.”

Es war etwa 12.30 Uhr, als die Monarch an der Spitze der Backbord-Kolonne die holländische Linie zwischen der Jupiter und der Haarlem durchbrach, dabei jeweils eine Breitseite abfeuerte und dann längsseits der Jupiter ging, während die Powerful und die HMS Director sich näherten und die Haarlem angriffen. Gleichzeitig griff die HMS Montagu die Alkmaar und die HMS Russell die Delft an. Kurz darauf passierte die HMS Monmouth, die Lücke zwischen der Alkmaar und der Delft und feuerte mit Breitseiten auf die Längsachsen der beiden Schiffe. Etwa achtzehn Minuten, nachdem die Monarch die hintere Linie der Holländer durchbrochen hatte, versuchte die Venerable zunächst, achteraus an der Vrijheid vorbeizukommen, was aber von der Staten Generaal durch Schließen der Lücke vereitelt wurde. Die Venerable legte sich daraufhin mit Backbord querab zur Staten Generaal und feuerte eine derartige Breitseite in das Schiff, dass dieses gezwungen war, abzudrehen. Die Venerable legte sich dann an die Leeseite der Vrijheid, während die Ardent dasselbe Schiff von Luv aus angriff.
Eine ähnliche Konzentration wie in der Nachhut entwickelte sich nun in der Vorhut, wo die Bedford die De Vries angriff, während die Belliqueux, die Lancaster und die Isis die führenden Schiffe beschossen. Wenig später geriet die Triumph in ein enges Gefecht mit der Wassenaar und der Hercules, die sich ergab, nachdem sie wegen eines Feuers ihr gesamtes Pulver über Bord geworfen hatte. Kurz darauf ergab sich die Wassenaar der Triumph, die sich daraufhin ihn Richtung der Vrijheid wandte, die trotz ihrer schweren Beschädigung weiterfeuerte. Nachdem gegen 13:30 die Nachhut niedergerungen war, gab Vizeadmiral Onslow allen verfügbaren Schiffen den Befehl, zu Admiral Duncan aufzuschließen, um ihn zu unterstützen. Die Niederländer leisteten heftigen Widerstand, mussten aber auf Grund der Überzahl der britischen Schiffe gegen 15:55 Uhr kapitulieren.

### Nachwirkungen
Die Briten konnten elf niederländische Schiffe (neun Linienschiffe und zwei Fregatten) erobern und dabei Admiral de Winter gefangen nehmen. Der Rest konnte entkommen, da sich die britischen Schiffe bis auf 4 Seemeilen der Küste genähert hatten und das Meer nur noch 16 m tief war. Insgesamt hatten die Briten 228 Tote und 812 Verwundete und die Niederländer 540 Tote und 620 Verwundete zu beklagen. Der Sieg der Briten hatte sowohl militärische als auch politische Folgen. Zum einen war die Gefahr durch die niederländische Flotte gebannt, zum anderen zeigte es sich, dass sowohl die Öffentlichkeit als auch die Regierung trotz der vorausgegangenen Meutereien weiter auf die unerschütterlichen Qualitäten britischer Seeleute vertrauen konnten. Nach seiner Ankunft in England wurde Admiral Duncan, zusammen mit einer zusätzlichen Rente von 3.000 Pfund pro Jahr, am 20. Oktober als Graf von Camperdown und zehn Tage später Vizeadmiral Onslow als Baronet in den Adelsstand erhoben. Alle Kapitäne erhielten Goldmedaillen und alle First Lieutenants wurden zum Commander befördert. Gleichzeitig erhielt die Flotte den Dank des Parlaments.
Alle erbeuteten niederländischen Schiffe wurden in die Royal Navy eingegliedert. Auf Grund ihrer Schäden, die sich als zu schwer erwiesen, um vollständig repariert werden zu können, wurden die Schiffe lediglich als Transporter und Gefängnisschiffe eingesetzt. Die Schlacht war nicht das Ende der niederländischen Seestreitkräfte als Ganzes. Aber mit der Kapitulation des niederländischen Geschwaders in der Saldanha-Bucht 1796 und in Den Helder 1799 trug sie dazu bei, dass sowohl die niederländische Seekapazität als auch der Wille der niederländischen Politiker, Krieg gegen Großbritannien zu führen, gebrochen wurden. Während die Niederlage Verwirrung und Schuldzuweisungen auslöste, die die niederländische Politik zerrissen, drängten die Franzosen die Niederländer zum Wiederaufbau ihrer Flotte. Da das Land durch die von den Franzosen auferlegte Entschädigung in Höhe von 100.000.000 Florin bereits wirtschaftlich geschwächt war, brach die politische Macht der Niederlande so weit zusammen, dass Napoleon 1806 seinen Bruder Louis zum König von Holland ernannte.

## Schlachtordnung

### Großbritannien
| Schiff                        | Kanonen                       | Kommandant                    | Verluste                      | Verluste                      | Verluste                      | Anmerkungen                   |
| Schiff                        | Kanonen                       | Kommandant                    | getötet                       | verwundet                     | Insgesamt                     | Anmerkungen                   |
| Luv Division (Admiral Duncan) | Luv Division (Admiral Duncan) | Luv Division (Admiral Duncan) | Luv Division (Admiral Duncan) | Luv Division (Admiral Duncan) | Luv Division (Admiral Duncan) | Luv Division (Admiral Duncan) |
| ----------------------------- | ----------------------------- | ----------------------------- | ----------------------------- | ----------------------------- | ----------------------------- | ----------------------------- |
| Triumph                       | 74                            | William Essington             | 10                            | 78                            | 88                            |                               |
| Venerable                     | 74                            | Sir William George Fairfax    | 15                            | 62                            | 77                            | Flottenflaggschiff            |
| Ardent                        | 64                            | Richard Rundle Burgess†       | 41                            | 107                           | 148                           |                               |
| Bedford                       | 74                            | Sir Thomas Byard              | 30                            | 41                            | 71                            |                               |
| Lancaster                     | 64                            | John Wells                    | 3                             | 18                            | 21                            |                               |
| Belliqueux                    | 64                            | John Inglis                   | 25                            | 78                            | 103                           |                               |
| Adamant                       | 50                            | William Hotham                | 0                             | 0                             | 0                             |                               |
| Isis                          | 50                            | William Mitchell              | 2                             | 21                            | 23                            |                               |
| Circe                         | 28                            | Peter Halkett                 | 0                             | 0                             | 0                             | Fregatte                      |
| Lee Division (Richard Onslow) |                               |                               |                               |                               |                               |                               |
| Russell                       | 74                            | Henry Trollope                | 0                             | 7                             | 7                             |                               |
| Director                      | 64                            | William Bligh                 | 0                             | 7                             | 7                             |                               |
| Montagu                       | 74                            | John Knight                   | 3                             | 5                             | 8                             |                               |
| Veteran                       | 64                            | George Gregory                | 4                             | 21                            | 25                            |                               |
| Monarch                       | 74                            | Edward O’Bryen                | 36                            | 100                           | 136                           | Geschwaderflaggschiff         |
| Powerful                      | 74                            | William O’Bryen Drury         | 10                            | 78                            | 88                            |                               |
| Monmouth                      | 64                            | James Walker                  | 5                             | 22                            | 27                            |                               |
| Agincourt                     | 64                            | John Williamson               | 0                             | 0                             | 0                             |                               |
| Beaulieu                      | 40                            | Francis Fayerman              | 0                             | 0                             | 0                             | Fregatte                      |
| Sonstige Fahrzeuge            |                               |                               |                               |                               |                               |                               |
| Martin                        | 16                            | Charles Paget                 |                               |                               |                               | Sloop                         |
| King George                   | 12                            | John Rains                    |                               |                               |                               | Kutter                        |
| Speculator                    | 12                            | H. Hales                      |                               |                               |                               | Lugger                        |
| Rose                          | 10                            | Joseph Brodie                 |                               |                               |                               | Kutter                        |
| Active                        | 10                            | J. Hamilton                   |                               |                               |                               | Kutter                        |
| Diligent                      | 6                             | T. Dawson                     |                               |                               |                               | Kutter                        |

### Batavische Republik
| Admiral de Winters Flotte      | Admiral de Winters Flotte | Admiral de Winters Flotte    | Admiral de Winters Flotte | Admiral de Winters Flotte | Admiral de Winters Flotte | Admiral de Winters Flotte    |
| Schiff                         | Kanonen                   | Kommandant                   | Verluste                  | Verluste                  | Verluste                  | Anmerkungen                  |
| Schiff                         | Kanonen                   | Kommandant                   | getötet                   | verwundet                 | Insgesamt                 | Anmerkungen                  |
| ------------------------------ | ------------------------- | ---------------------------- | ------------------------- | ------------------------- | ------------------------- | ---------------------------- |
| Gelikheid                      | 68                        | H. A. Ruijsch                | 40                        | 0                         | 40                        | gekapert                     |
| Beschermer                     | 50                        | Dooitze Eelkes Hinxt†        | 1                         | 0                         | 1                         | gekapert                     |
| Hercules                       | 66                        | Ruisjoort                    |                           |                           |                           | gekapert                     |
| Admiraal Tjerk Hiddes de Vries | 68                        | J. B. Zegers                 |                           |                           |                           | gekapert                     |
| Vrijheid                       | 74                        | L. W. van Rossum†            | 58                        | 98                        | 156                       | Flottenflaggschiff, gekapert |
| Staaten Generaal               | 74                        | Samuel Story                 | 20                        | 40                        | 60                        |                              |
| Wassenaar                      | 66                        | A. Holand                    |                           |                           |                           | gekapert, Kommandant getötet |
| Batavia                        | 50                        |                              |                           |                           |                           |                              |
| Brutus                         | 76                        | J. A. Bloijs van Treslong    | 10                        | 50                        | 60                        | Geschwaderflaggschiff        |
| Leiden                         | 68                        | J.D. Musquetier              |                           |                           |                           |                              |
| Mars                           | 64                        | D.H. Kolff                   |                           |                           |                           |                              |
| Cerberus                       | 68                        |                              | 5                         | 9                         | 14                        |                              |
| Jupiter                        | 74                        | H. Reijntjes                 | 61                        | 0                         | 61                        | gekapert, Kommandant getötet |
| Haarlem                        | 68                        | O. Wiggerts                  |                           |                           |                           | gekapert                     |
| Alkmaar                        | 50                        | J. W. Krafft                 | 26                        | 62                        | 88                        | gekapert                     |
| Delft                          | 50                        | Gerrit Verdooren van Asperen | 43                        | 76                        | 119                       | gekapert                     |